# Энергия вращательного движения
Кинетическая энергия вращательного движения — энергия тела, связанная с его вращением.
Основные кинематические характеристики вращательного движения тела — его угловая скорость ({\displaystyle \omega }) и угловое ускорение.
Основные динамические характеристики вращательного движения — момент импульса {\displaystyle L} относительно оси вращения  {\displaystyle z}, а именно:
{\displaystyle L_{z}=I_{z}\omega }
и кинетическая энергия
{\displaystyle E_{k}={\frac {I_{z}\omega ^{2}}{2}}}
```
где 

  

    

      

        

          
I

          

            
z

          

        

      

    

    
{\displaystyle I_{z}}

  

 — 
момент инерции
 тела относительно оси вращения.
```

Похожий пример можно найти при рассмотрении вращающейся молекулы с главными осями инерции I1, I2 и I3. Вращательная энергия такой молекулы задана выражением
{\displaystyle H^{\mathrm {rot} }={\tfrac {1}{2}}(I_{1}\omega _{1}^{2}+I_{2}\omega _{2}^{2}+I_{3}\omega _{3}^{2}),}
где ω1, ω2, и ω3 — главные компоненты угловой скорости.
В общем случае, энергия при вращении с угловой скоростью {\displaystyle {\vec {\omega }}} находится по формуле:
{\displaystyle T={\frac {1}{2}}{\vec {\omega }}^{T}\cdot I\cdot {\vec {\omega }}}, где {\displaystyle I} — тензор инерции.

## В термодинамике
Точно по тем же самым рассуждениям, как и в случае поступательного движения, равнораспределение подразумевает, что при тепловом равновесии средняя вращательная энергия каждой частицы одноатомного газа: (3/2)kBT. Аналогично, теорема о равнораспределении позволяет вычислить среднеквадратичную угловую скорость молекул.